# Михеев, Михаил Витальевич
Михаил Витальевич Михеев (1921—2006) — старший лейтенант Рабоче-крестьянской Красной Армии, участник Великой Отечественной войны, Герой Советского Союза (1944).

## Биография
Родился 7 ноября 1921 года в селе Малая Сквирка (ныне — Белоцерковский район Киевской области Украины). Окончив сельскую школу, пошёл работать. В 1941 году был призван на службу в Рабоче-крестьянскую Красную Армию. Ускоренным курсом окончил военное училище. С января 1942 года — на фронтах Великой Отечественной войны. К сентябрю 1943 года старший лейтенант Михаил Михеев командовал ротой 48-го стрелкового полка 38-й стрелковой дивизии 40-й армии Воронежского фронта. Отличился во время битвы за Днепр.
24 сентября 1943 года рота под командованием Михаила Михеева переправилась через Днепр в районе села Григоровка Каневского района Черкасской области Украинской ССР и приняла активное участие в боях за захват и удержание плацдарма на его западном берегу, в течение двух недель отражая ожесточённые немецкие контратаки. По приказу командования рота успешно провела операцию по захвату важной высоту. 3 октября 1943 года рота Михаила Михеева в разгар сражения оказалась в немецком тылу. Умело этим воспользовался, штурмом взяв занятую противником высоту.
Представлен к награждению званием Героя Советского Союза за «успешное форсирование Днепра, удержание плацдарма на правом берегу и проявленные при этом мужество и отвагу». Указом Президиума Верховного Совета СССР «О присвоении звания Героя Советского Союза генералам, офицерскому, сержантскому и рядовому составу Красной Армии» от 10 января 1944 года за «образцовое выполнение боевых заданий командования на фронте борьбы с немецко-фашистскими захватчиками и проявленные при этом отвагу и геройство» был удостоен высокого звания Героя Советского Союза с вручением ордена Ленина и медали «Золотая Звезда» за номером 2239.
В июле 1946 года был уволен в запас. Проживал в Киеве, работал на Киевском авторемонтном заводе. Активно занимался общественной деятельностью. Умер 20 декабря 2006 года, похоронен на Берковецком кладбище Киева.
Был также награждён орденами Октябрьской Революции и Красного Знамени, двумя орденами Отечественной войны 1-й степени, орденами Отечественной войны 2-й степени, Трудового Красного Знамени, рядом медалей.